# Arthur Bohnhardt
Arthur Bohnhardt (* 3. Mai 1896 in Blankenhain; † 21. Februar 1980 in West-Berlin) war ein deutscher Geiger und Dirigent. Er war zunächst Konzertmeister des Stadttheaters Halle. 1946 noch Gründungsdirigent des Hallische Sinfonie-Orchesters, wurde er in den 1950er Jahren Opfer politischer Verfolgung in der DDR und lebte zuletzt in der Bundesrepublik Deutschland.

## Leben
Arthur Bohnhardt wurde 1896 in Blankenhain im Kreis Weimar geboren. Das Violinspiel lernte er zunächst in Weimar beim Joachimschüler Hans Kötscher. Später studierte er am Königlichen Konservatorium der Musik zu Leipzig, wo ab 1913 Thomasorganist Karl Straube zu seinen Lehrern gehörte. 1918 schloss er sein Studium mit der staatlichen Prüfung ab. Weiterführenden Unterricht erhielt er bei Henri Marteau und Hans Bassermann in Berlin.
Als Solist trat er in Eisenach und der Region auf. Mit der Spielzeit 1919/20 folgte seine Verpflichtung als zweiter Konzertmeister am Stadttheater Halle. Ab 1926 war er als selbständiger Künstler und Pädagoge tätig. Er begründete eine Lehranstalt, die dem Reichsverband deutscher Tonkünstler und Musiklehrer angegliedert war. Zusammen mit dem Dirigenten Hans Roessert gründete er am 24. März 1933 das Mitteldeutsche Kampfbund-Orchester. Nachdem er bereits 1926 mit Gleichgesinnten (Prescher, Koch, Kleist) ein Streichquartett auf die Beine gestellt hatte, war er von 1938 bis 1943 Primarius des Bohnhardt-Quartetts, dem darüber hinaus Hans Bülow (Violine), Otto Gutschlicht (Bratsche) und Fritz Schertel (Cello) angehörten. 1946 gründete er mit ca. 30 Musikern das Hallische Sinfonie-Orchester, das er bis 1949 leitete. Im Jahr 1947 wurde er zudem Dozent an der Staatlichen Hochschule für Theater und Musik Halle.
Am 10. Oktober 1950 wurde er in Halle (Saale) verhaftet. Es folgte eine Anklage, weil er „nach dem 8. Mai 1945 durch Erfindung und Verbreitung tendenziöser Gerüchte den Frieden des deutschen Volkes gefährdet zu haben“ schien. Am 14. November 1950 erhielt er eine Gefängnisstrafe von einem Jahr. Außerdem wurden ihm 5 weitere Jahre „Sühnemaßnahmen“ des Kommandantendienstes auferlegt. Die Gefängnisstrafe musste er zunächst in der Haftanstalt der Volkspolizei in Halle und ab dem 28. April 1951 in der Strafvollzugsanstalt Luckau im Land Brandenburg vollständig absitzen. Einer Revision und einem Gnadengesuch wurden nicht entsprochen. Seine Entlassung erfolgte am 26. Dezember 1951.
1952 ging er nach West-Berlin, wo er Kammer- und Kirchenmusik machte sowie im Rundfunk spielte. Von Dezember 1956 bis November 1964 war er mit Unterbrechung ständige Aushilfe (Violinen II) im Berliner Philharmonischen Orchester. Ab 1963 war er an einer Musikschule tätig und erteilte privaten Unterricht.
Bohnhardt war verheiratet und Vater von zwei Kindern.